# 生体展示
生体展示（せいたいてんじ）とは、形体展示と違い、生きた生物を展示することである。
主な生体展示に形態展示がある。
博物館などによっては、動態展示（動態保存）ともいう。